# Szpiglasowa Grań

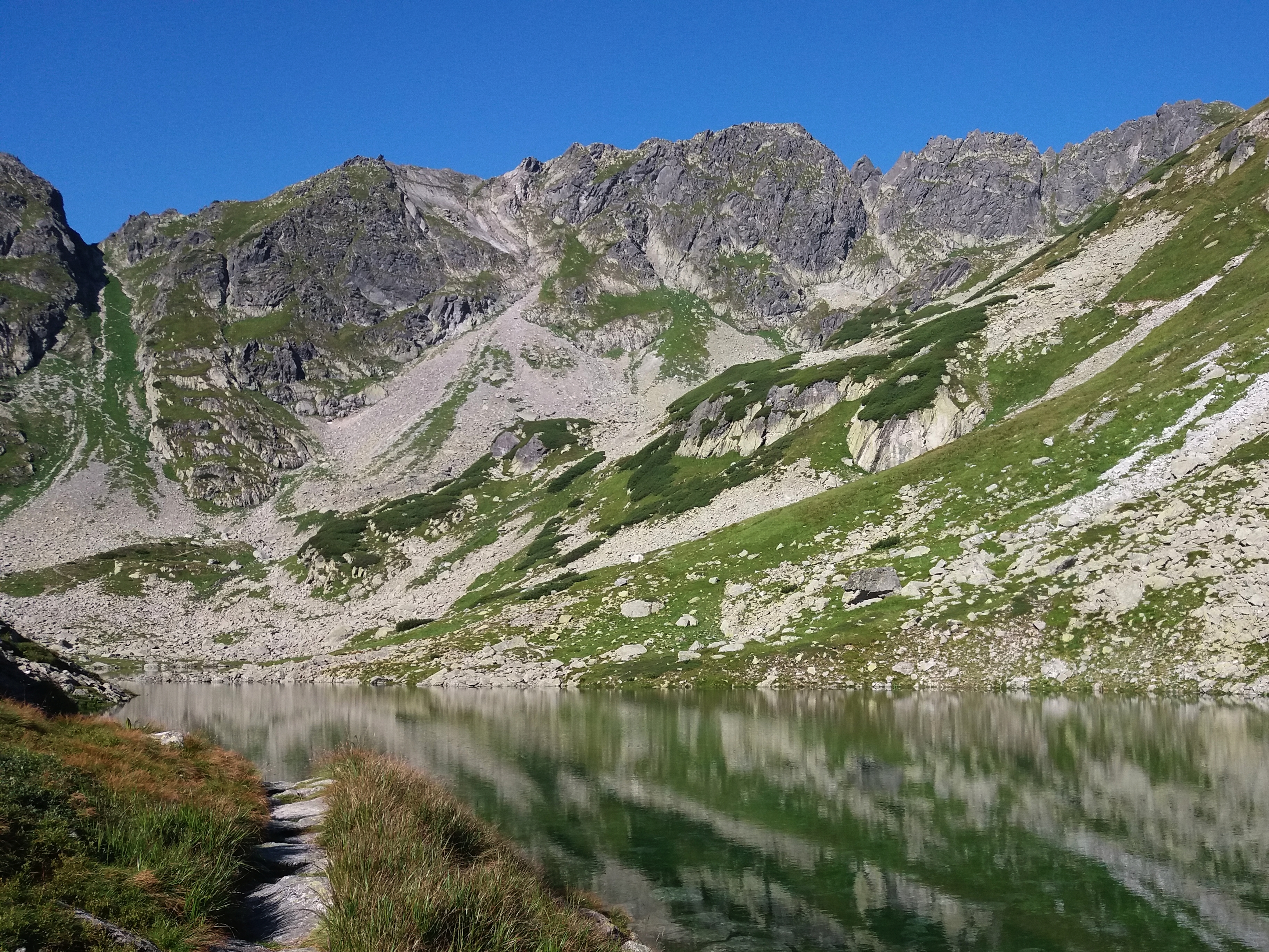
Widok z Dolinki za Mnichem

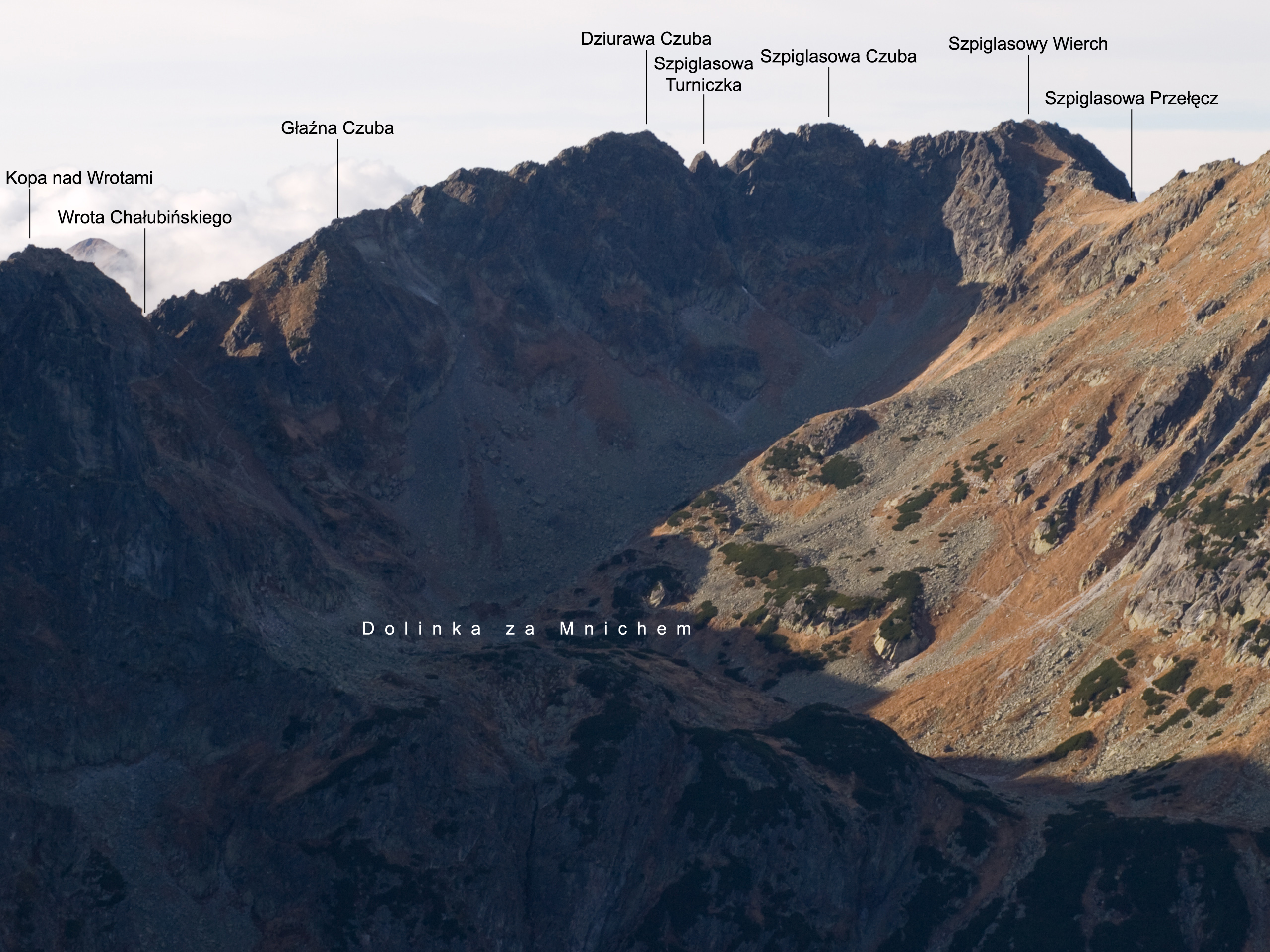
Szpiglasowa Grań – widok z Żabiego Szczytu Niżniego

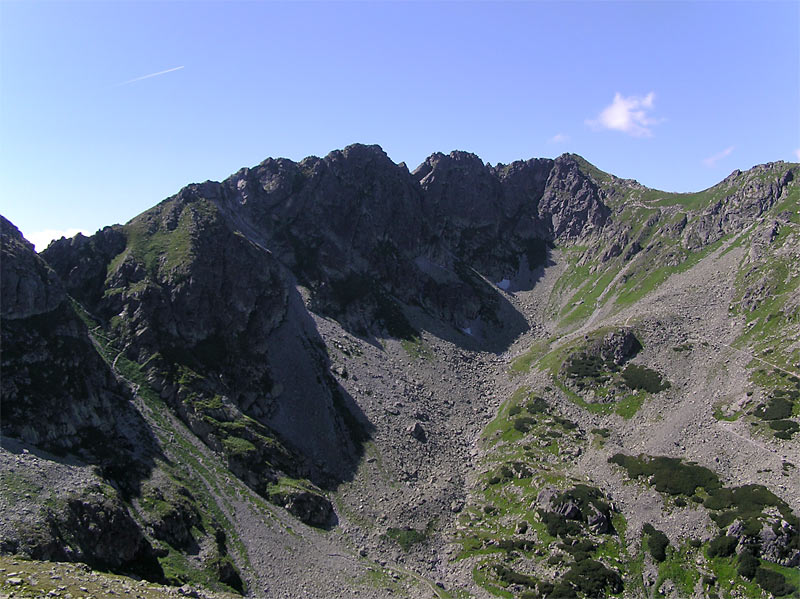
Szpiglasowa Grań – widok z Mnicha

Szpiglasowa Grań (słow. Hrubý hrebeň, niem. Liptauer Grat, węg. Liptói-gerinc) – fragment głównej grani Tatr ciągnący się od Szpiglasowego Wierchu po Wrota Chałubińskiego. W starszej literaturze występuje bez nazwy własnej, jako południowo-wschodnia grań Szpiglasowego Wierchu. Oddziela Dolinę za Mnichem na północnym wschodzie od Doliny Ciemnosmreczyńskiej (Temnosmrečinská dolina) na południowym zachodzie. Do Doliny za Mnichem opadają z niej strome ściany o wysokości dochodzącej do ok. 170 metrów, ku Dolinie Ciemnosmreczyńskiej zaś umiarkowanie nachylone, trawiasto-skaliste zbocza. Całością grani biegnie granica polsko-słowacka. W kierunku od północnego zachodu na południowy wschód wyróżnia się w niej następujące szczyty i przełęcze:
- Szpiglasowy Wierch (Hrubý štít, 2172 m n.p.m.) – kolejno wierzchołki: główny, środkowy i południowy,
- Wyżnie Szpiglasowe Wrótka (Hrubá štrbina, ok. 2135 m),
- Szpiglasowa Czuba (Szpiglasowy Kopiniec, Malý Hrubý štít, ok. 2160 m),
- Pośrednie Szpiglasowe Wrótka (Západná Deravá štrbina, ok. 2110 m),
- Szpiglasowy Ząb (Hrubý zub, 2120 m),
- Szpiglasowa Szczerbina (Hrubá štrbinka, ok. 2115 m),
- Szpiglasowa Turniczka (Deravá vežička, ok. 2125 m),
- Niżnie Szpiglasowe Wrótka (Východná Deravá štrbina, ok. 2100 m),
- Dziurawa Czuba (Dziurawy Kopiniec, Deravá veža, ok. 2155 m),
- Głaźne Wrótka (Krivé sedlo, ok. 2090 m),
- Głaźna Czuba (Piargová veža, ok. 2095 m),
- Wrota Chałubińskiego (Vráta Chałubińského, 2022 m)[2].

Przez długi czas poszczególne obiekty w Szpiglasowej Grani pozostawały bezimienne. Dopiero w latach 1962–1963 Bernard Uchmański nadał nazwy bardziej wyróżniającym się obiektom. Były one nieraz zmieniane przez autorów map i przewodników, wskutek czego niektóre formacje posiadają aż trzy konkurencyjne nazwy polskie. W artykule użyto nazw występujących w najbardziej szczegółowym przewodniku obejmującym Szpiglasową Grań, autorstwa Władysława Cywińskiego.
Szpiglasową Granią, omijając jej górną część (powyżej Niżnich Szpiglasowych Wrótek), prowadzi nieznakowana ścieżka z Wrót Chałubińskiego na Szpiglasowy Wierch. Autorem pierwszego przejścia tej drogi był Zygmunt Klemensiewicz 20 sierpnia 1905 roku. Pomimo pozornej łatwości zdarzały się tu wypadki śmiertelne. Droga ściśle granią, bez ominięcia Szpiglasowej Turniczki i Szpiglasowej Czuby, wykazuje znacznie większe trudności (III w skali tatrzańskiej). Została po raz pierwszy pokonana 27 lipca 1966 roku przez Janusza Mączkę.
Szpiglasowa Grań i jej ściany są obecnie wyłączone z uprawiania turystyki i taternictwa.